# کول‌تپه ساری قمیش
کول تپه ساری قمیش مربوط به سده‌های اولیه دوران‌های تاریخی پس از اسلام است و در شهرستان میانه، بخش کندوان، دهستان گرمه شمالی، ۱/۵ کیلومتری شمال شرقی روستای ساری قمیش واقع شده و این اثر در تاریخ ۲۷ اسفند ۱۳۸۶ با شمارهٔ ثبت ۲۲۵۵۶ به‌عنوان یکی از آثار ملی ایران به ثبت رسیده است.